# نار-دوس
میکائیل زاکاری هوهانیسیان (ارمنی: Միքայել Զաքարի Հովհաննիսյան; انگلیسی: Michael Hovhannisyan) شناخته شده با نام ادبی نار-دوس (ارمنی: Նար-Դոս; انگلیسی: Nar-Dos) نویسنده اهل ارمنستان بود.

## زندگی‌نامه
نار-دوس در ۱ مارس ۱۸۶۷ در شهر تفلیس به دنیا آمد. وی تحصیلات خویش را در مدرسه بلوکی کلیسای کاراپت مقدس آغاز نمود و سپس در مدرسه شهری نیکلایف ادامه داد و وارد مدرسه علوم دینی خون (Khon seminary) در ایالت کوتائیسی شد که به خاطر زندگی ناتمام گذاشت و به تفلیس بازگشت. او حرفه قفل‌سازی را در مدرسه مهارت میکائیلیان آغاز نمود جایی که وی آلکساندر تساتوریان شاعر ارمنی را ملاقات نمود.
پس از پایان دورهٔ ابتدایی در «مدرسهٔ ارمنی هاولابار» (havlabar)، وی در دبیرستان فنی تفلیس، مشغول به تحصیل می‌شود
پس از یکسال، نار-دوس «مدرسه مهارت میکائیلیان» را ترک نمود و به شروع به تمرین روزنامه‌نگاری نمود. نار-دوس، سالیان زیادی به عنوان نویسنده و ویراستار در دفتر چندین مجله کار کرد به گونه‌ای که کار در این دفاتر، قسمت عمدهٔ وقتش را گرفته و او تنها در دیرهنگام و در شب‌ها می‌توانست به خلق آثار ادبی بپردازد. در بین سال‌های ۱۸۹۰–۱۹۰۶، وی دبیر دوره‌ای «نور-دار» (به ارمنی: Նոր դար) بود. وی در سال ۱۹۰۳ به صورت دوره‌ای دبیر و مصحح «آغبیور-تاراز» (به ارمنی: Աղբյուր-Տարազ) و بین سال‌های ۱۹۱۳–۱۹۱۸ روزنامه «سورهاناداک» (به ارمنی: Սուրհանդակ) شد.
نار-دوس نگارش را در دهه ۱۸۸۰ میلادی باآفرینش تعدادی شعر که در «آراکس» (به ارمنی: Արաքս) سن پترزبورگ و مجموعه «بلبل ارمنستان» ((به ارمنی: Սոխակ Հայաստանի) سوخاک هایاستانی) به چاپ رسید آغاز نمود.
تحت نام ادبی «میخو-اوهان»، وی «دوست واقعی»، «نونه» (۱۸۶۶)، «باررار و ووردگیر» (۱۸۸۸)، «کنکوش لارر» (۱۸۸۷)، «زازنویان» (به ارمنی: Զազունյան)(۱۸۹۰) در روزنامه «نُر دار» به چاپ رسانید. در داستان‌ها و رمان‌های نخستین دوره فعالیش وی زندگی شهری را با تمرکز بر یک قشر خاص اجتماعی را توصیف کرده
پس از سال ۱۸۹۰ میلادی دوره جدیدی در زندگی خلاق نار-دوس شروع شد که تجزیه و تحلیل روانی عمیق آثار مشهور این دوره عبارتنداز: «کبوتر کشته شده» (۱۸۸۸) مبارزه(۱۹۱۱) و «مرگ» (۱۹۱۲)
نار-دوس گرایش روانشناسی رئالیسم انتقادی ارمنی
در ۱۳ ژوئیه ۱۹۳۳ در سن ۶۶ سالگی در تفلیس درگذشت و در «پانتئون ارمنیان تفلیس (خوجیوانک)» به خاک سپرده شد.

## کتابشناسی
| به فارسی       | (به ارمنی: ارمنی)  | تلفظ                | تاریخ چاپ |
| -------------- | ------------------ | ------------------- | --------- |
| برادر          | Եղբայր             |                     | ۱۸۸۷      |
| نونه           | Նունե              |                     | ۱۸۸۷      |
|                | Քնքուշ լարեր       |                     | ۱۸۸۷      |
|                | Բարերար և որդեգիր  |                     | ۱۸۸۸      |
|                | Սաքուլն ուխտ գնաց  |                     | ۱۸۸۹      |
|                | Ինչպես բժշկեցին    |                     | ۱۸۸۹      |
|                | Զազունյան          |                     | ۱۸۹۰      |
| کبوتر کشته شده |                    | Spanvas Aghavnin    | ۱۸۹۸      |
| آنا سارویان    | Աննա Սարոյան       |                     | ۱۹۰۲      |
|                | Իմ տիրուհու աղջիկը |                     | ۱۹۰۲      |
|                | Նոր ծնված երեխան   |                     | ۱۹۰۴      |
| مبارزه         | Պայքար             |                     | ۱۹۱۱      |
| مرگ            | Մահը               |                     | ۱۹۱۲      |
| مفقودالاثر     |                    | Anhed Goratse       | ۱۹۱۹      |
| محلهٔ ما        |                    | Mer Taghe           | ۱۹۲۶      |
|                | Վերջին մոհիկանը    |                     | ۱۹۳۰      |
| دوست واقعی     | Ճշմարիտ բարեկամը   |                     |           |
| من و او        |                    | yes yev na          |           |
| مرد جدید       |                    | Nor Marde           |           |
| چشم انسان      |                    | Mardu Achke         |           |
| خدا و پادشاه   |                    | Asdvatsn u Tagavoru |           |
|                | Քնքուշ լարեր       |                     |           |